# Townsville

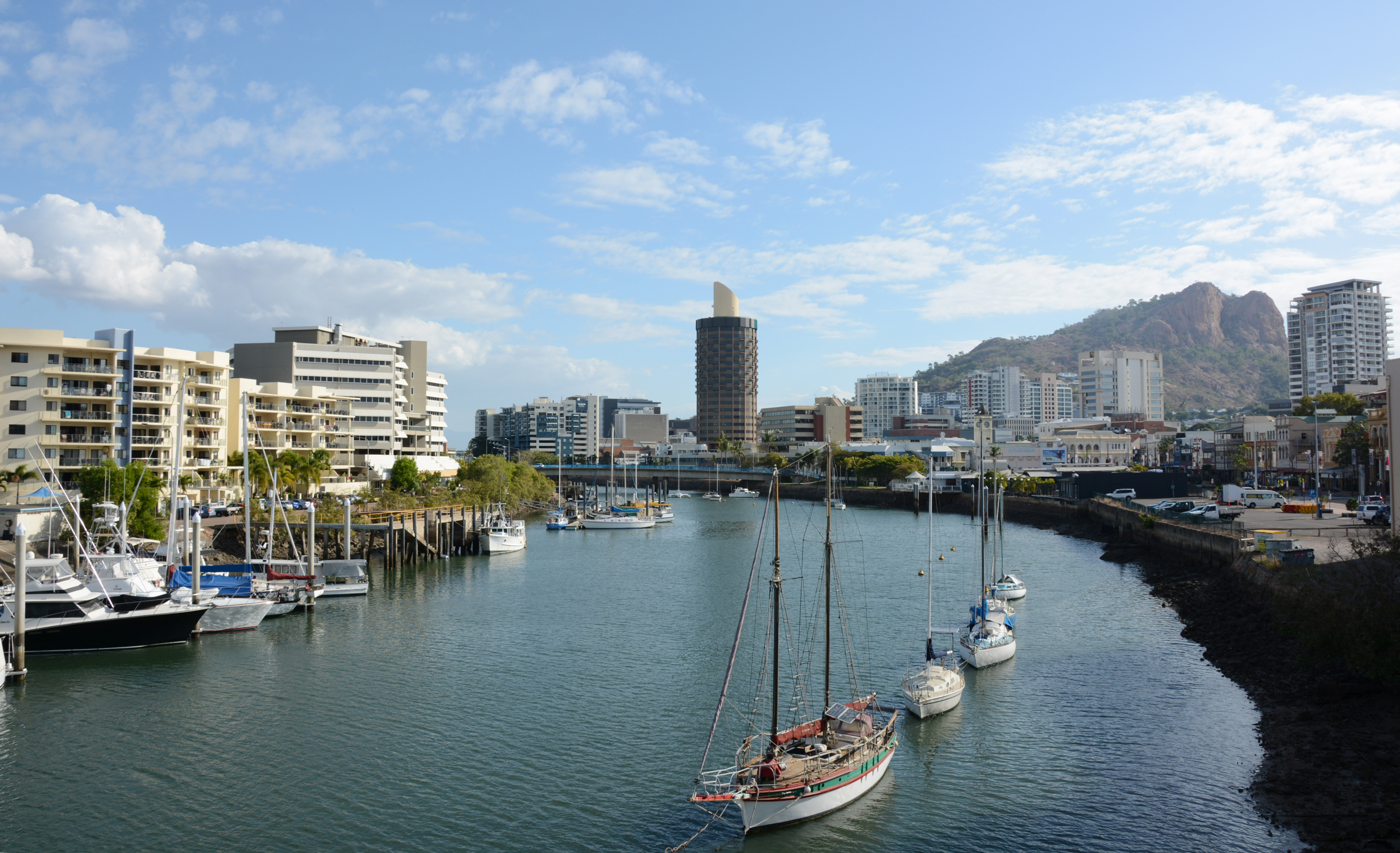
Townsville en 2015.

Townsville es una ciudad ubicada en el estado de Queensland, en la costa noreste de Australia. Cerca de su ciudad gemela de Thuringowa se encuentra el río Ross, que se dirige directamente hacia el mar que desemboca en arrecife. Está situada a 1354 km al norte de Brisbane, la capital del estado, y 350 km al sur de Cairns.
Es una ciudad industrial y ha registrado recientemente un acelerado crecimiento demográfico debido en parte a su ubicación cerca de muchos recursos naturales importantes, entre otros, la Gran Barrera de Coral.
Se encuentra también una base importante de las fuerzas armadas de Australia. Además, la ciudad a su vez posee el campus principal de la Universidad James Cook, la cual tiene acerca de 13 000 estudiantes, y es considerada una de las mejores universidades de investigación tropical de la zona.
Sus más de 180.000 habitantes hacen de Townsville la ciudad australiana más grande por encima del trópico de Capricornio, es decir, la mitad del país, razón por la cual se la conoce, de manera no oficial, como la "Capital del Norte de Queensland".
Las mayores atracciones turísticas de Townsville incluyen el 'Strand', una hermosa playa tropical y los jardines que la rodean; el acuario "Reef HQ", en el cual se puede admirar la belleza de la flora y fauna nativa de la Gran Barrera de Coral.
Frente a las costas de la ciudad está situada la "Isla Magnética" o Magnetic Island, la cual consiste mayormente en un parque nacional tropical, siendo así una de las mayores atracciones de la zona.
La Gran Barrera de Coral corre a lo largo de las costas de la región (North Queensland), lo que convierte a Townsville en el centro turístico por excelencia, ya que a pocas horas en ferry se puede visitar esta maravilla de la naturaleza.
El río Ross atraviesa la zona urbana de Townsville, siendo de gran importancia para la ciudad, ya que no solo sirve de lugar recreativo para sus habitantes, sino que también posee una presa a 30 km de la desembocadura, convirtiéndose así en la mayor fuente de agua de la zona. El río Ross es navegable solo para pequeñas embarcaciones.
Townsville es también un centro regional de deportes. Dos equipos deportivos profesionales están ubicados en Townsville: los Townsville Crocodiles de básquetbol y los North Queensland Cowboys de rugby a 13.

## Otros pueblos y ciudades
Ayr, Home Hill, Charters Towers, Ingham y Mount Isa.

## Barrios de Townsville y Thuringowa
- Townsville Urbano
  - Townsville CBD, North Ward, Belgian Gardens, Sth Townsville, Castle Hill, Railway Estate, West End, Rowes Bay, Garbutt, Hyde Park, Hermit Park, Mysterton, Pimilico, Mundingburra, Rosslea, Aitkenvale, Currajong, Gulliver, Vincent, Heatley, Cranbrook, Mt Louisa, Douglas, Annandale, Murray, Idalia, Wulguru, Stuart, Oonoonba, Cluden, Bohle, Pallarenda

## Barrios de Thuringowa
- Kirwan, Rasmussen, Condon, Kelso, Thuringowa Central CBD, Shaw, Bohle Plains, Gumlow, Alice River, Bluewater, Toolakea, Paluma, Mutarnee, Rollingstone, Bluehills, Lynam, Yabulu, Black River, Jensen, Deeragun, Bushland Beach, Mount Low, Saunders Beach, Beach Holm, Burdell, Harvey Range, Pinnacles

## Clima
Posee un clima tropical semihúmedo.
| Parámetros climáticos promedio de Townsville, QLD, Australia | Parámetros climáticos promedio de Townsville, QLD, Australia | Parámetros climáticos promedio de Townsville, QLD, Australia | Parámetros climáticos promedio de Townsville, QLD, Australia | Parámetros climáticos promedio de Townsville, QLD, Australia | Parámetros climáticos promedio de Townsville, QLD, Australia | Parámetros climáticos promedio de Townsville, QLD, Australia | Parámetros climáticos promedio de Townsville, QLD, Australia | Parámetros climáticos promedio de Townsville, QLD, Australia | Parámetros climáticos promedio de Townsville, QLD, Australia | Parámetros climáticos promedio de Townsville, QLD, Australia | Parámetros climáticos promedio de Townsville, QLD, Australia | Parámetros climáticos promedio de Townsville, QLD, Australia | Parámetros climáticos promedio de Townsville, QLD, Australia |
| Mes                                                          | Ene.                                                         | Feb.                                                         | Mar.                                                         | Abr.                                                         | May.                                                         | Jun.                                                         | Jul.                                                         | Ago.                                                         | Sep.                                                         | Oct.                                                         | Nov.                                                         | Dic.                                                         | Anual                                                        |
| ------------------------------------------------------------ | ------------------------------------------------------------ | ------------------------------------------------------------ | ------------------------------------------------------------ | ------------------------------------------------------------ | ------------------------------------------------------------ | ------------------------------------------------------------ | ------------------------------------------------------------ | ------------------------------------------------------------ | ------------------------------------------------------------ | ------------------------------------------------------------ | ------------------------------------------------------------ | ------------------------------------------------------------ | ------------------------------------------------------------ |
| Temp. máx. abs. (°C)                                         | 44.3                                                         | 42.7                                                         | 37.6                                                         | 35.8                                                         | 32.2                                                         | 32.2                                                         | 31.6                                                         | 33.3                                                         | 36.5                                                         | 37.1                                                         | 41.0                                                         | 42.1                                                         | 44.3                                                         |
| Temp. máx. media (°C)                                        | 31.3                                                         | 31.1                                                         | 30.7                                                         | 29.6                                                         | 27.6                                                         | 25.6                                                         | 25.1                                                         | 26.0                                                         | 27.7                                                         | 29.4                                                         | 30.7                                                         | 31.5                                                         | 28.9                                                         |
| Temp. media (°C)                                             | 27.8                                                         | 27.6                                                         | 26.8                                                         | 25.0                                                         | 22.6                                                         | 20.1                                                         | 19.3                                                         | 20.4                                                         | 22.5                                                         | 25.0                                                         | 26.7                                                         | 27.8                                                         | 24.3                                                         |
| Temp. mín. media (°C)                                        | 24.3                                                         | 24.1                                                         | 22.9                                                         | 20.6                                                         | 17.6                                                         | 14.6                                                         | 13.6                                                         | 14.7                                                         | 17.4                                                         | 20.7                                                         | 22.9                                                         | 24.1                                                         | 19.8                                                         |
| Temp. mín. abs. (°C)                                         | 18.7                                                         | 17.9                                                         | 16.7                                                         | 10.9                                                         | 6.2                                                          | 4.4                                                          | 3.5                                                          | 1.1                                                          | 7.7                                                          | 8.2                                                          | 14.1                                                         | 17.9                                                         | 1.1                                                          |
| Precipitación total (mm)                                     | 276.4                                                        | 307.1                                                        | 191.1                                                        | 66.6                                                         | 32.4                                                         | 20.5                                                         | 13.6                                                         | 16.1                                                         | 10.8                                                         | 24.8                                                         | 59.6                                                         | 132.4                                                        | 1158.1                                                       |
| Días de precipitaciones (≥ 1 mm)                             | 14.7                                                         | 15.7                                                         | 12.7                                                         | 7.9                                                          | 5.9                                                          | 4.1                                                          | 3.0                                                          | 2.7                                                          | 2.5                                                          | 4.9                                                          | 7.3                                                          | 9.9                                                          | 91.3                                                         |
| Horas de sol                                                 | 244.9                                                        | 204.4                                                        | 235.6                                                        | 234.0                                                        | 232.5                                                        | 234.0                                                        | 263.5                                                        | 279.0                                                        | 288.0                                                        | 303.8                                                        | 282.0                                                        | 279.0                                                        | 3080.7                                                       |
| Fuente: Bureau of Meteorology                                |                                                              |                                                              |                                                              |                                                              |                                                              |                                                              |                                                              |                                                              |                                                              |                                                              |                                                              |                                                              |                                                              |